# محاصره قلعه ایچیجودانی
محاصره قلعه ایچیجودانی (به ژاپنی: 一乗谷城の戦い Ichijōdani-jō no Tatakai)، محاصره‌ای بود که توسط اودا نوبوناگا، جنگ سالار قدرتمند دوره سنگوکو انجام شد. این یکی از چندین اقدامات صورت گرفته در یک سری از مبارزات علیه خاندان آساکورا و خاندان آزای بود. این دو خاندان مخالف قدرت رو به رشد اودا نوبوناگا بودند. این نبرد پس از محاصره اودانی که به نابودی آزای ناگاماسا منجر شد رخ داد. قلعه ایچیجودانی به آساکورا یوشیکاگه تعلق داشت و آساکورا یوشیکاگه در این محاصره از نوبوناگا شکست خورد و مجبور به هاراکیری شد.